# Liste der Baudenkmäler in Bayerbach (Rottal-Inn)

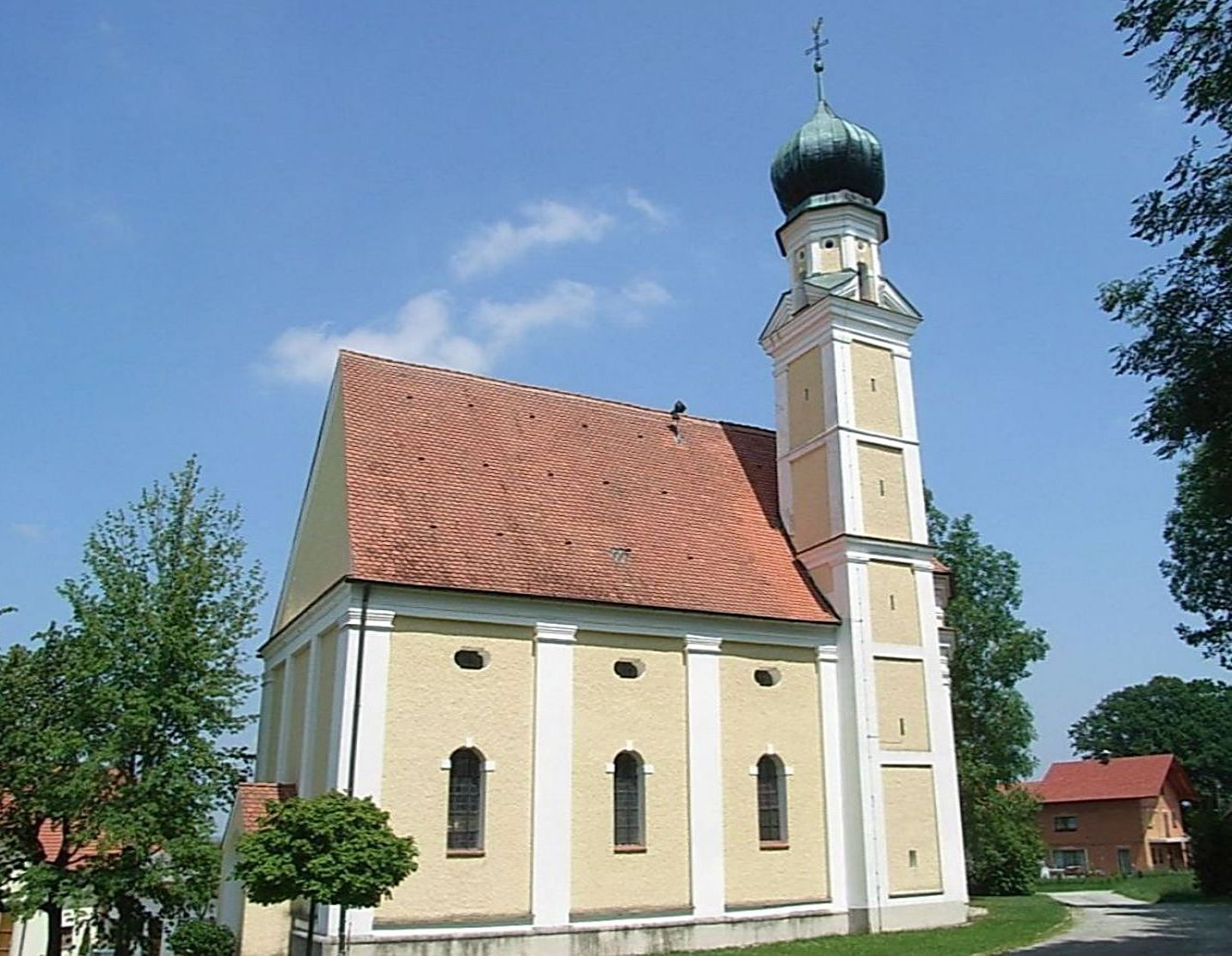
Wallfahrtskirche Langwinkl

Auf dieser Seite sind die Baudenkmäler in der niederbayerischen Gemeinde Bayerbach zusammengestellt. Diese Tabelle ist eine Teilliste der Liste der Baudenkmäler in Bayern. Grundlage ist die Bayerische Denkmalliste, die auf Basis des Bayerischen Denkmalschutzgesetzes vom 1. Oktober 1973 erstmals erstellt wurde und seither durch das Bayerische Landesamt für Denkmalpflege geführt wird. Die folgenden Angaben ersetzen nicht die rechtsverbindliche Auskunft der Denkmalschutzbehörde.

## Baudenkmäler nach Ortsteilen

### Bayerbach
| Lage                     | Objekt                            | Beschreibung | Akten-Nr.             | Bild           |
| ------------------------ | --------------------------------- | --- | --------------------- | -------------- |
| Kirchplatz 1 (Standort)  | Katholische Pfarrkirche St. Peter | Saalbau mit eingezogenem Chor und südseitigem Turm, Chor neugotisch, 1855, über spätmittelalterlicher Grundlage, Turm 1879/80, Langhaus neu errichtet 1916; mit Ausstattung | D-2-77-112-2 Wikidata | weitere Bilder |
| Ringstraße 7 (Standort)  | Einfirsthof                       | Mittertennbau, Wohnteil in Blockbauweise, zum Teil ausgemauert, zum Teil verschindelt, erste Hälfte 19. Jahrhundert                                                         | D-2-77-112-3 Wikidata | Einfirsthof    |
| Schulstraße 5 (Standort) | Wohnhaus                          | Mit Blockbau-Obergeschoss und Satteldach, 19. Jahrhundert (Dach um 1978 erneuert und gesteilt)                                                                              | D-2-77-112-4 Wikidata | Wohnhaus       |

### Dobl
| Lage                | Objekt                                    | Beschreibung | Akten-Nr.             | Bild                           |
| ------------------- | ----------------------------------------- | --- | --------------------- | ------------------------------ |
| Dobl 2 (Standort)   | Bauernhaus des Vierseithofes              | Stattlicher zweigeschossiger Putzbau mit hohem Schopfwalmdach, wohl zweite Hälfte 18. Jahrhundert | D-2-77-112-5 Wikidata | Bauernhaus des Vierseithofes   |
| Dobl 2 (Standort)   | Hofkapelle                                | Gemauerter Barockbau, 1. Hälfte 18. Jahrhundert; mit Ausstattung | D-2-77-112-5          | Hofkapelle                     |
| Dobl 4 (Standort)   | Rottaler Vierseithof (genannt Beim Huber) | Wohnhaus, zweigeschossiger Blockbau mit flach geneigtem Satteldach, hofseitig zwei Giebelschrote, zweite Hälfte 18. Jahrhundert Remise, Sichtmauerwerk, Traufschrot mit gesägtem Geländer, Türen mit figürlicher Bemalung, am Traufbrett bezeichnet mit „Erbaut 1852“ Scheune, teilweise Blockbau, Tenntor mit eingezogener Traufe, Mitte 19. Jahrhundert Stall mit Heuboden und Taubenkobel, Sichtmauerwerk, Mitte 19. Jahrhundert Reich gesägte Hoftore, Mitte 19. Jahrhundert Backhaus, zweigeschossiger Mauerwerksbau, zweite Hälfte 19. Jahrhundert Sommerkeller, östlich der Hofstelle jenseits der Straße am Hanganstieg, wohl spätes 19. Jahrhundert | D-2-77-112-32         | weitere Bilder                 |
| Dobl 6 (Standort)   | Bauernhaus eines Vierseithofes            | Zweigeschossiger Blockbau, im Kern drittes Viertel 18. Jahrhundert, Dach später | D-2-77-112-6 Wikidata | Bauernhaus eines Vierseithofes |
| Hochfeld (Standort) | Wegkapelle                                | Kleine Nischenkapelle (Heiligenhäuschen), gemauert, am Gitter bezeichnet „1897“ | D-2-77-112-7 Wikidata | Wegkapelle                     |

### Holzham
| Lage                  | Objekt                                  | Beschreibung | Akten-Nr.              | Bild                                    |
| --------------------- | --------------------------------------- | --- | ---------------------- | --------------------------------------- |
| Holzham 4 (Standort)  | Weilerkapelle                           | Ziegelbau mit Dachreiter, bezeichnet 1861; mit Ausstattung | D-2-77-112-8 Wikidata  | weitere Bilder                          |
| Holzham 14 (Standort) | Rottaler Bauernhaus eines Vierseithofes | Zweigeschossiger Blockbau mit Giebelschrot und flach geneigtem Satteldach, im Kern frühes 18. Jahrhundert | D-2-77-112-9 Wikidata  | Rottaler Bauernhaus eines Vierseithofes |
| Holzham 17 (Standort) | Vierseithof                             | Rottaler Bauernhaus, zweigeschossiger Blockbau mit Giebel- und Zierschrot, Kernbau als Eckfletzhaus von 1762 (dendrochronologisch datiert), östliche Erweiterung und flach geneigtes Satteldach von 1849 (dendrochronologisch datiert) Nebengebäude in Ziegelbauweise von 1877 (dendrochronologisch datiert) Westflügel, Stall, Traidkasten in Blockbauweise von 1849 (dendrochronologisch datiert) integriert Ostflügel, Stallungen Südflügel, mächtiger Stadel, Stalleinbau um 1900 | D-2-77-112-10 Wikidata | Vierseithof                             |

### Huckenham
| Lage                   | Objekt                                                             | Beschreibung | Akten-Nr.              | Bild           |
| ---------------------- | ------------------------------------------------------------------ | --- | ---------------------- | -------------- |
| Huckenham 4 (Standort) | Katholische Filialkirche St. Margaretha (ehemalige Schlosskapelle) | Einschiffiger Bruchsteinbau mit geziegeltem Turm an der Südseite, Langhaus im Kern romanisch, nach Osten erweitert und spätgotisch überformt um 1451/1468; mit Ausstattung | D-2-77-112-11 Wikidata | weitere Bilder |

### Kainerding
| Lage                    | Objekt                                               | Beschreibung | Akten-Nr.              | Bild           |
| ----------------------- | ---------------------------------------------------- | --- | ---------------------- | -------------- |
| Kainerding 1 (Standort) | Bauernhaus eines Vierseithofes                       | Zweigeschossiger Blockbau, im Kern 18. /19. Jahrhundert, Dach erneuert                                           | D-2-77-112-14 Wikidata | BW             |
| Kainerding 4 (Standort) | Bauernhaus eines Vierseithofes, sogenannter Moserhof | Mit Blockbau-Obergeschoss, Giebelschrot und flach geneigtem Satteldach, an der Firstpfette bezeichnet mit „1834“ | D-2-77-112-15 Wikidata | weitere Bilder |

### Langwinkl
| Lage                   | Objekt                                         | Beschreibung | Akten-Nr.              | Bild           |
| ---------------------- | ---------------------------------------------- | --- | ---------------------- | -------------- |
| Langwinkl 1 (Standort) | Katholische Wallfahrtskirche Mariä Heimsuchung | Einheitlicher barocker Saalbau mit südseitigem Turm, Mitte 17. Jahrhundert bis 1686 von Domenico Cristoforo Zuccalli; mit Ausstattung | D-2-77-112-16 Wikidata | weitere Bilder |

### Luderbach
| Lage                      | Objekt      | Beschreibung                                                                              | Akten-Nr.              | Bild           |
| ------------------------- | ----------- | ----------------------------------------------------------------------------------------- | ---------------------- | -------------- |
| Luderbach 1 a (Standort)  | Kapelle     | Großer Backsteinbau mit Dachreiter, neugotisch, 1878; mit Ausstattung                     | D-2-77-112-17 Wikidata | weitere Bilder |
| Luderbach 6 (Standort)    | Gasthaus    | Mit Blockbau-Obergeschoss und überstehendem Halbwalmdach, zweites Viertel 19. Jahrhundert | D-2-77-112-18 Wikidata | Gasthaus       |
| Nähe Luderbach (Standort) | Einfirsthof | Mittertennbau, zweigeschossiger Blockbau mit flach geneigtem Satteldach, um 1820/40       | D-2-77-112-19 Wikidata | Einfirsthof    |

### Oberndorf
| Lage                   | Objekt                         | Beschreibung | Akten-Nr.              | Bild                           |
| ---------------------- | ------------------------------ | --- | ---------------------- | ------------------------------ |
| Oberndorf 4 (Standort) | Bauernhaus eines Vierseithofes | Mit Blockbau-Obergeschoss, im Kern erstes Drittel 19. Jahrhundert, Dach später                                         | D-2-77-112-20 Wikidata | Bauernhaus eines Vierseithofes |
| Oberndorf 5 (Standort) | Bauernhaus eines Vierseithofes | Zweigeschossiger Satteldachbau mit Blockbau-Obergeschoss, erstes Drittel 19. Jahrhundert; Erdgeschoss neu ausgemauert  | D-2-77-112-21 Wikidata | Bauernhaus eines Vierseithofes |
| Oberndorf 7 (Standort) | Bauernhaus eines Vierseithofes | Zweigeschossiger Blockbau, im Kern zweite Hälfte 17. Jahrhundert, Dach Anfang 20. Jahrhundert in Firstrichtung gedreht | D-2-77-112-23 Wikidata | BW                             |

### Sankt Veit
| Lage                    | Objekt                             | Beschreibung | Akten-Nr.              | Bild                             |
| ----------------------- | ---------------------------------- | --- | ---------------------- | -------------------------------- |
| Sankt Veit 1 (Standort) | Katholische Filialkirche St. Vitus | Kleine romanische Saalkirche mit eingezogener Apsis, 12. Jahrhundert, in spätgotischer Zeit gewölbt, bezeichnet mit „1513“, Dachreiter 1847; mit Ausstattung | D-2-77-112-25 Wikidata | weitere Bilder                   |
| Sankt Veit 2 (Standort) | Wohnhaus, sogenanntes Mesnerhaus   | Zweigeschossiger Blockbau mit Satteldach nach Typ eines Seitenflurhauses, wohl 17. Jahrhundert                                                               | D-2-77-112-33 Wikidata | Wohnhaus, sogenanntes Mesnerhaus |

### Siegharting
| Lage                     | Objekt                         | Beschreibung                                                                             | Akten-Nr.              | Bild                           |
| ------------------------ | ------------------------------ | ---------------------------------------------------------------------------------------- | ---------------------- | ------------------------------ |
| Siegharting 1 (Standort) | Bauernhaus eines Vierseithofes | Zweigeschossiger Blockbau, zum Teil verschalt, im Kern Ende 18. Jahrhundert, Dach später | D-2-77-112-26 Wikidata | Bauernhaus eines Vierseithofes |
| Siegharting 2 (Standort) | Bauernhaus eines Vierseithofes | Zweigeschossiger, offener Blockbau, im Kern Ende 18. Jahrhundert, Dach später            | D-2-77-112-27 Wikidata | Bauernhaus eines Vierseithofes |

### Steinberg
| Lage                    | Objekt                         | Beschreibung | Akten-Nr.              | Bild |
| ----------------------- | ------------------------------ | --- | ---------------------- | ---- |
| Steinberg 24 (Standort) | Wohnhaus eines Vierseithofes   | Zweigeschossiger Blockbau mit Giebelschrot und flach geneigtem Satteldach, Ende 18. Jahrhundert | D-2-77-112-29 Wikidata | BW   |
| Steinberg 25 (Standort) | Bauernhaus eines Vierseithofes | Zweigeschossiger Blockbau, Anfang 19. Jahrhundert, Dach nachträglich in Firstrichtung gedreht Ostflügel mit gewölbtem Stall, Traidkasten im Obergeschoss und flach geneigtem Satteldach, gleichzeitig | D-2-77-112-30 Wikidata | BW   |

## Abgegangene Baudenkmäler
In diesem Abschnitt sind Objekte aufgeführt, die früher einmal in der Denkmalliste eingetragen waren, jetzt aber nicht mehr existieren, z. B. weil sie abgebrochen wurden. Aktennummern in diesem Abschnitt sind ehemalige, jetzt nicht mehr gültige Aktennummern.

| Lage                                | Objekt          | Beschreibung                                            | Akten-Nr.              | Bild |
| ----------------------------------- | --------------- | ------------------------------------------------------- | ---------------------- | ---- |
| Huckenham Nähe Huckenham (Standort) | Kleinbauernhaus | Zweigeschossiger Backsteinbau mit Halbwalmdach, um 1860 | D-2-77-112-12 Wikidata | BW   |